# One night stand (B-Brave)
One night stand is een single van de Nederlandse boyband B-Brave met de rapper Sevn Alias uit 2016. Het stond in hetzelfde jaar als eerste track op het album Los van B-Brave.

## Achtergrond
One night stand is geschreven door Brahim Fouradi, Carlos Vrolijk en Sevaio Mook en geproduceerd door Project Money. Het is een lied uit genres nederhop en nederpop waarin de liedverteller met een meisje mee naar bed is gegaan en de volgende dag vertelt dat het slechts een onenightstand is. Het is de eerste en anno 2022 enige samenwerking van de boyband met de rapper. De videoclip met seksuel getinte scènes is gemaakt door Paperclips. Het nummer werd bij uitbrengen veel gedraaid op Spotify. Vooral in Nederland, maar ook in het buitenland. In de Amerikaanse US Viral Chart kwam het Nederlandstalige nummer ook binnen. Zanger Samuel Leijten gaf als verklaring voor het succes in niet Nederlandssprekende gebieden dat One night stand een wereldwoord is en het dus niet Nederlandstalig oogt. De single heeft in Nederland de driedubbele platina status.

## Hitnoteringen
Commercieel was het lied vooral succesvol in Nederland en België. In de Nederlandse Single Top 100 piekte het op de vierde plaats en was het 22 weken in de lijst te vinden. De piekpositie in de Nederlandse Top 40 was de elfde plaats. Het stond tien weken in deze hitlijst. De Vlaamse Ultratop 50 werd niet bereikt, maar het kwam wel tot de 47e plek van de Ultratip 100.